# Lira (Uganda)
Lira è una città dell'Uganda, capoluogo dell'omonimo distretto nella Regione Settentrionale.